# جوني باكي
جوني باكي هو قسيس وسياسي نرويجي، ولد في 13 نوفمبر 1908 في موس في النرويج، وتوفي في 2 نوفمبر 1979 في ساربسبورغ في النرويج. نشط حزبياً في الحزب الليبرالي.

## مناصب
- انتخب نائب عضو برلمان النرويج  [لغات أخرى]‏ عن دائرة Sogn og Fjordane (Storting constituency) [الإنجليزية]‏ وقد انضم خلال فترته النيابية ‏ (1965 – 1969) للكتلة البرلمانية الحزب الليبرالي.
- انتخب نائب عضو برلمان النرويج  [لغات أخرى]‏ عن دائرة Sogn og Fjordane (Storting constituency) [الإنجليزية]‏ وقد انضم خلال فترته النيابية ‏ (1961 – 1965) للكتلة البرلمانية الحزب الليبرالي.
- انتخب نائب عضو برلمان النرويج  [لغات أخرى]‏ عن دائرة Sogn og Fjordane (Storting constituency) [الإنجليزية]‏ وقد انضم خلال فترته النيابية ‏ (1958 – 1961) للكتلة البرلمانية الحزب الليبرالي.
- انتخب Mayor of Breim ‏ (1948 – 1956).
- انتخب Mayor of Gloppen ‏ (1964 – 1967).
- انتخب نائب عضو برلمان النرويج  [لغات أخرى]‏ عن دائرة Sogn og Fjordane (Storting constituency) [الإنجليزية]‏ وقد انضم خلال فترته النيابية ‏ (1954 – 1957) للكتلة البرلمانية الحزب الليبرالي.